# Вільям Мітчелл
Вільям Мітчелл (англ. William Lendrum Mitchell; нар. 29 грудня 1879, Ніцца — пом. 19 лютого 1936, Нью-Йорк) — американський воєначальник, генерал-майор Збройних сил США (посмертно), учасник іспансько-американської та Першої світової війн. Вважається батьком-засновником Повітряних сил США. Є однією з найвідоміших і суперечливих постатей в історії американських повітряних сил.
Вільям Мітчелл розпочав службу в піхотному підрозділі в 1898 році, але невдовзі перейшов до Корпусу зв'язку армії у складі якого брав участь в іспансько-американській війні. Став однім з перших американських офіцерів, які перейшли до авіації. За часів Першої світової війни бився на Західному фронті, командував усіма повітряними силами Американських експедиційних сил на війні. Після війни став заступником директора Авіаційної служби армії, наполягав на тому, що військова авіація гратиме вирішальну роль у війнах майбутнього. Вступив у конфлікт з приводу перспектив подальшого розвитку повітряних сил з вищим керівництвом Збройних сил США. У 1926 році був притягнутий до військового трибуналу за звинувачення керівництва армії й флоту «за практично зрадницьку політику по відношенню до національної оборони». Звільнився за результатами процесу.
Вільям Мітчелл помер від наслідків грипу в 1936 році. Його теорії після смерті здобули всесвітнє визнання. Президент США Ф. Д. Рузвельт запропонував Конгресу присвоїти йому звання генерал-майора. На честь генерала був названий середній бомбардувальник B-25 «Мітчелл».

## Біографія
Військова кар'єра
- 14 травня 1898 — рядовий
- 18 квітня 1899 — другий лейтенант
- 26 квітня 1901 — перший лейтенант
- 2 березня 1903 — капітан
- 1 липня 1916 — майор
- 15 травня 1917 — підполковник
- 1 липня 1920 — полковник
- 16 липня 1920 — бригадний генерал
- 1942 — генерал-майор (посмертно)

### Ранні роки
Вільям Лендрум Мітчелл народився 29 грудня 1879 року у французькому місті Ніцца на Лазурному березі в родині заможного сенатора від штату Вісконсин Джона Мітчелла та його дружини Гарріет. Він був старшим серед десяти дітей родини й виріс у багатому маєтку неподалік від Мілвокі. З дитинства вивчав французьку, німецьку, іспанську та італійську мови, якими вільно спілкувалися всі діти сенатора.
Вільям успішно здав вступні іспити на навчання до Колумбійського коледжу університету Дж. Вашингтона, але з початком іспансько-американської війни кинув навчання та добровольцем пішов до армії. 14 травня 1898 року він записався рядовим до роти «M» 1-го Вісконсинського піхотного полку.
У складі полку рядовий В.Мітчелл узяв участь у бойових діях іспансько-американської війни. Незабаром перевівся до Корпусу зв'язку армії. Після завершення війни не став повертатися до мирного життя, а лишився в лавах збройних сил. Проходив службу на Кубі та Філіппінах. Завдяки своїм персональним властивостям та навичкам швидко став офіцером, і почав рухатися по службових сходах. З 1900 до 1904 року служив лейтенантом Корпусу зв'язку в районі Аляска. Брав участь у розробці та створенні системи комунікацій, що зв'язувала усі військові об'єкти на Алясці, а також віддалені населені пункти. 1903 одружився.
З 1907 до 1909 навчався у Форт Лівенворті в штабному коледжі зв'язку. Після завершення навчання продовжив службу на Далекому Сході, на Філіппінах, в Японії та в Китаї. У березні 1912 року він відвідав поля битв російсько-японської війни й дійшов висновку, що війна між США та Японською імперією неминуча. З серпні 1913 року у віці 32 років переведений до Генерального штабу армії, де увійшов до підрозділу, який переймався проблемами створення повітряної компоненти Корпусу зв'язку. По іронії долі В.Мітчелл брав участь у слуханнях пропозицій щодо відокремлення армійської авіації від Корпусу зв'язку та створення окремого роду військ і проголосував проти. Але з часом молодий офіцер гідно оцінив спроможності авіації, її потужний потенціал і в подальшому Вільям Мітчелл продемонстрував неабияку енергію, наполегливість та хист у розвитку цього нового виду збройних сил.

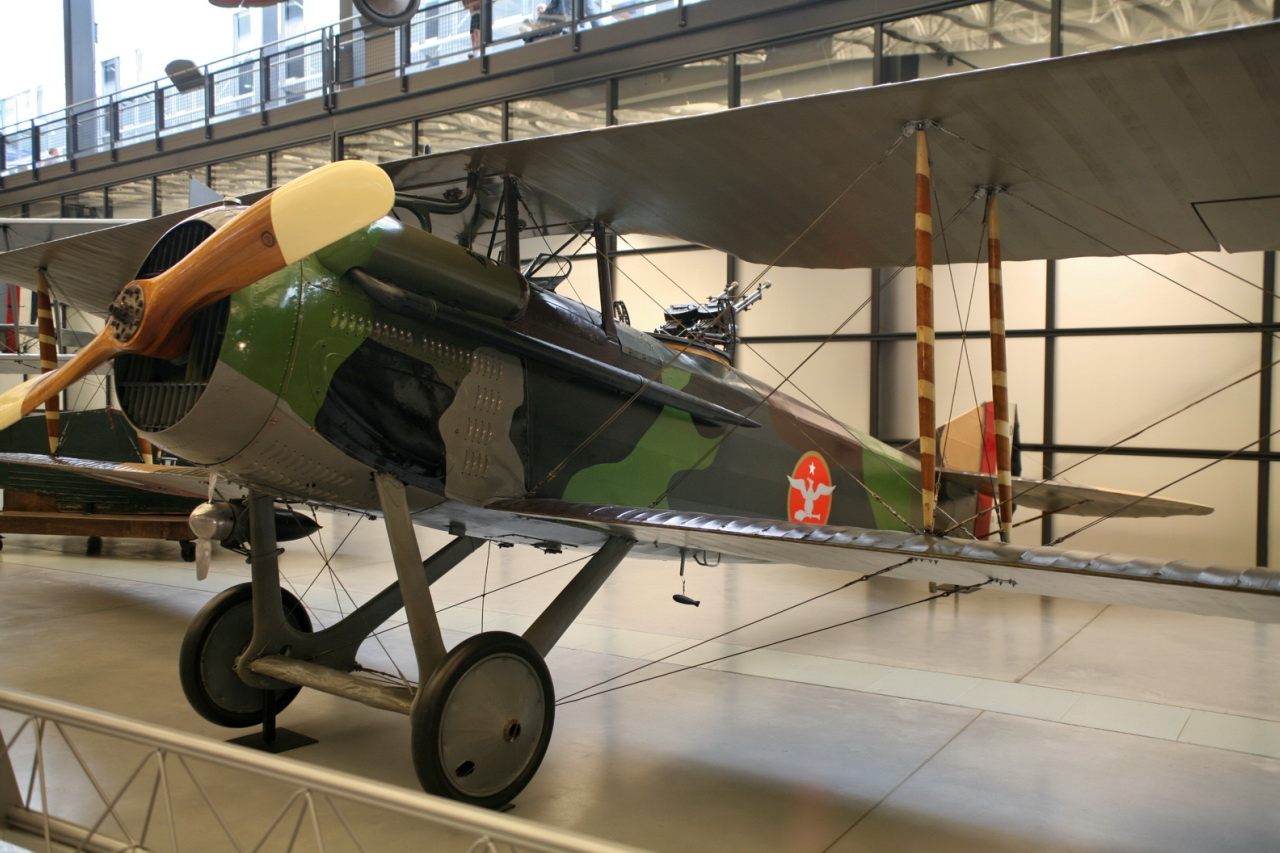
Відновлений зразок французького розвідувального літака SPAD S.XI, на яких літав В.Мітчелл за часів Першої світової війни. Національний музей авіації і космонавтики США

У травні 1916 року він тимчасово очолив перший авіаційний підрозділ у складі Корпусу через те, що його командира звинуватили у правопорушенні, яке полягало в здійсненні законних прав незаконним шляхом. З прибуттям штатного командира, колишнього військового аташе в Лондоні, підполковника Джорджа Овена Скваєра, молодий офіцер став його заступником, отримавши звання майора. Коли офіцеру керівництво вказало на те, що він вже надто старий для персональних польотів на аеропланах, Мітчелл за особисті гроші почав брати уроки, навчившись літати на літаках цивільної авіації в Ньюпорт-Ньюсі. З того часу він став палким апологетом Повітряних сил і усіляко пробивав питання подальшого розвитку військової авіації в армії США.

### Перша світова
10 квітня 1917 року, через чотири дні після того як США оголосили війну країнам Четверного союзу, молодий офіцер був на шляху до Парижу, прямуючи на посаду повітряного спостерігача. Прибувши до столиці Франції В. Мітчелл організував штаб-квартиру авіаційної секції з якої негайно встановив зв'язок з керівниками англійської та французької авіації, зокрема з майбутнім маршалом Королівських Повітряних сил Британської імперії Г'ю Тренчардом. Він розгорнув бурхливу діяльність, вивчаючи стратегію й тактику застосування військової авіації у війні на Західному фронті.
24 квітня американський офіцер В.Мітчелл здійснив з французьким асом перший бойовий виліт над німецькими оборонними позиціями. Мітчелл швидко завоював серед британських та французьких колег репутацію хороброго, енергійного та невтомного лідера.

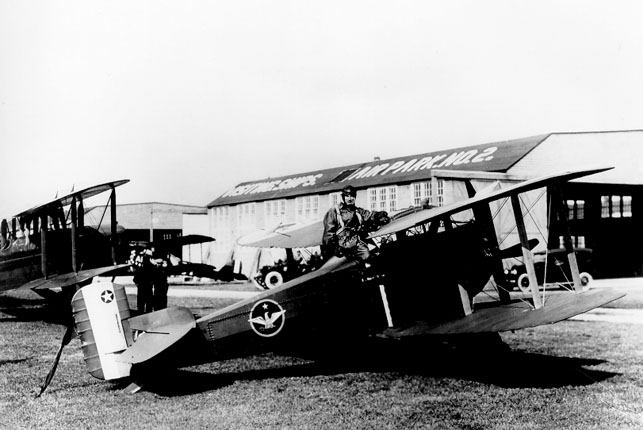
В.Мітчелл на фоні одного з перших серійних американських літаків MB-3. 1920

У вересні 1918 року він спланував, організував та провів повітряну фазу Сен-Мієльської операції, командуючи 1 500 бойовими літаками з Великої Британії, Франції та Італії. Це була одна з перших добре спланованих та скоординованих повітряних наступальних операцій в історії авіації. 14 жовтня 1918 року В.Мітчелл отримав тимчасове звання бригадного генерала з призначенням командувачем усіма американськими повітряними силами у Франції. Війну він закінчив начальником повітряної служби групи армій; а після підписання перемир'я став начальником повітряної служби 3-ї американської армії.
Вільям Мітчелл разом зі своїм другом Едді Рікенбекером стали одними з найбільш відомими американцями-асами в Європі після війни. Однак, за 18 місяців свого перебування на службі у Франції та попри здобуті бойові заслуги, відмінне керівництво авіацією на фронті і знаменитість, В.Мітчелл зміг нажити собі безліч ворогів серед своїх начальників.

### Служба в післявоєнний час

#### Боротьба за створення ПС
У січні 1919 року В.Мітчелл повернувся до Сполучених Штатів. Усі очікували на те, що з його досвідом, знаннями та славою серед бойових пілотів він стане головою Авіаційної служби армії. Проте за рекомендацією Верховного головнокомандувача об'єднаними силами США під час Першої світової війни в Європі генерала армій Д.Першинга новим начальником служби став колишній командир 42-ї піхотної дивізії генерал Чарльз Меногер, артилерист за фахом.
28 лютого 1919 року бригадний генерал В.Мітчелл отримав призначення на посаду директора управління військової аеронавтики, одного зі структурних підрозділів Авіаційної служби. Вже через декілька місяців це управління було скасоване й Мітчелл став третім помічником начальника штабу Служби. 18 червня 1920 року В. Мітчелл був понижений у військовому званні з бригадного генерала до підполковника у зв'язку із завершенням війни.
4 червня 1920 року Конгрес затвердив нову структуру армії США, відокремивши Авіаційну службу в окремий рід сухопутних військ, який зайняв третю позицію за розміром після піхоти та артилерії. 1 липня 1920 року Вільям Мітчелл підвищений у званні до полковника Корпусу зв'язку, а вже 16 липня став бригадним генералом і заступником начальника Авіаційної служби.
Молодий генерал не поділяв думки більшості ветеранів того часу, що Велика війна була останньою війною або «війною за припинення усіх війн». Після повернення з Європи він вірив, що авіації належатиме майбутнє війн, які незабаром спалахнуть. Тому Мітчелл почав офіційну боротьбу за створення авіації, яка мала згрупуватися в окремий вид збройних сил для того щоб не залежати ні від військового міністерства, ні від армії.
Генерал Мітчелл вступив у конфлікт і з командуванням флоту, коли на початку 1920 року заявив, що повітряні атаки й атаки підводних човнів, які прикінчать будь пошкоджений корабель, «відтепер унеможливлюють такі вільні дії надводних кораблів, як це було раніше. Вони взагалі здатні загнати кораблі з поверхні під воду». Через кілька днів на засіданні конгресу Мітчелл зажадав від флоту перевірити на практиці його затвердження. Незабаром розгорілися справжні бої між тими, хто стверджував, що корабель зовсім беззахисний проти повітряних атак, і тими, хто говорив, що кораблі абсолютно невразливі для літаків.
Протистояння досягло такої напруги, що незабаром до спорів змушені були підключитися найвищі чини Сполучених Штатів. 3 квітня 1921 року Вільям Мітчелл зустрівся з помічником секретаря ВМС Ф.Рузвельтом та адміральським комітетом. У ході дискусії він знову підняв питання розвитку авіації, в тому числі морської, наполягаючи на тому, що ані флот, ані сухопутні війська не гратимуть більше вирішальної ролі у війнах майбутнього; між опонентами спалахнула гаряча суперечка. У лютому 1921 року військовий секретар Ньютон Бейкер та військово-морський секретар Йозефус Деніелс погодилися на проведення низки спільних армійсько-флотських навчань, які стали відомі як проект «B».

#### Проект «B»
У червні — липні 1921 року американський флот розпочав дослідницькі повітряні бомбардування по кораблях. Флот був змушений відповідати на запити громадськості, Конгресу і генерала Мітчелла, але в той же час адмірали й самі хотіли перевірити вплив авіабомб на кораблі, щоб з'ясувати шляхи поліпшення їхньої конструкції. Генерал Мітчелл дивився на ці випробування як на спосіб отримати докази того, що літак здатний потопити будь-який корабель. Він також прагнув навербувати нових прихильників до свого табору, навіть якщо це заважатиме інтересам флоту. У той час армійська авіація була абсолютно не готова до подібних випробувань. Від флоту зажадали забезпечити літаки радіоустаткуванням, компасами і навіть бомбовими прицілами. Крім того, потрібні були літаки, дирижаблі та кораблі ВМС, які повинні були вивести армійських пілотів на цілі, що знаходяться в 60 милях від берега. Адже армійські льотчики ще жодного разу не наважувалися залітати так далеко.

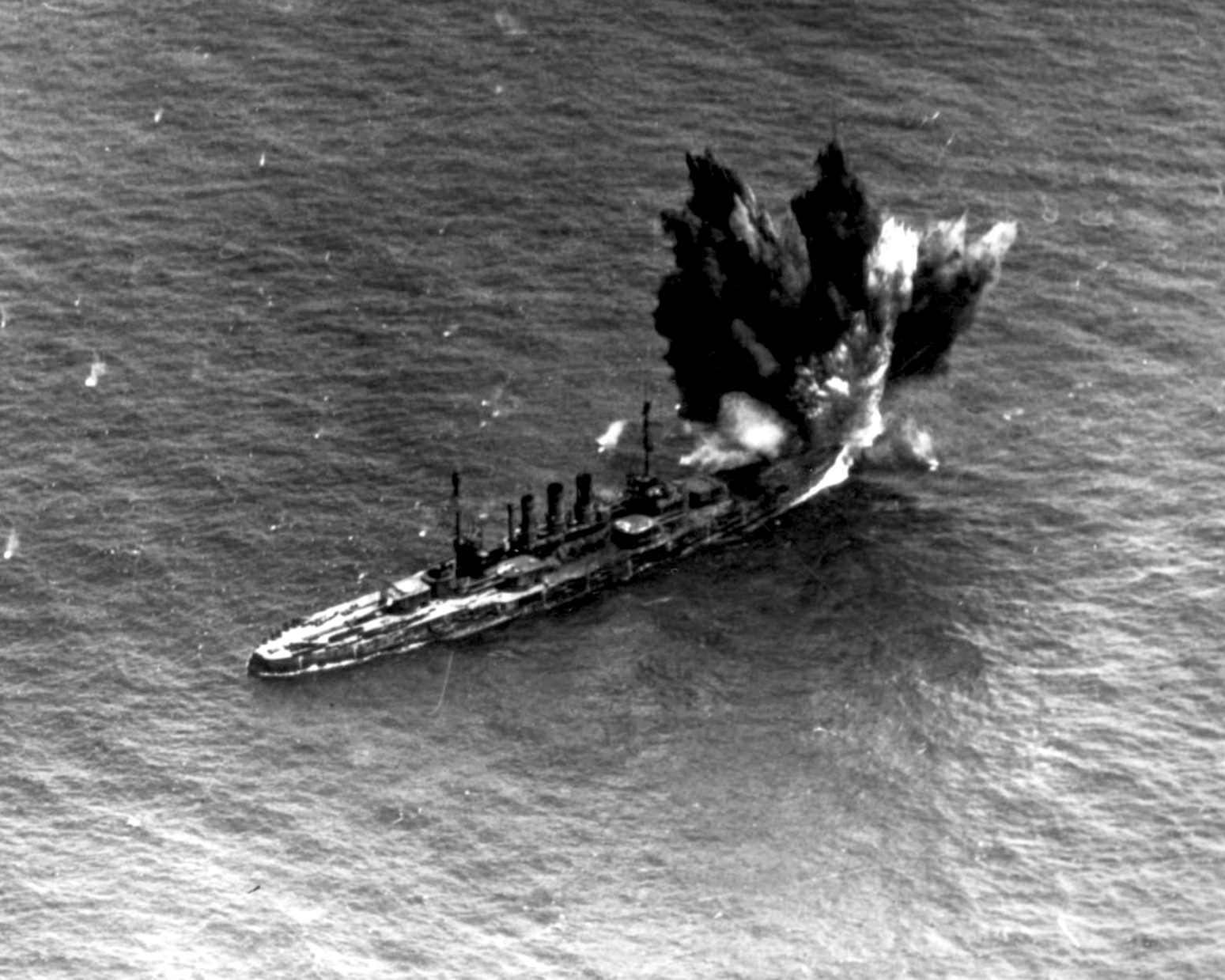
Вибух авіаційної бомби поблизу трофейного німецького лінкора «Остфрісланд». Проект «B»

21 червня 1921 року розпочались практичні випробування, коли 3 літаючі човни Felixstowe F5L американського флоту атакували трофейну німецьку субмарину U-117. Кожен літак скинув по 3 бомби вагою 180 фунтів. Підводний човен затонув за 12 хвилин після першого влучення. Потім літаки флоту скинули навчальні бомби-болванки на броненосець «Айова», що маневрував за допомогою радіоуправління. Генерал Мітчелл заборонив своїм літакам брати участь у цій фазі експериментів. Командування ВМС заявило, що В.Мітчелл боїться, що його літаки не зможуть виявити ціль у морі й добитися прямого влучення в корабель, що маневрує.
13 липня нові армійські бомбардувальники MB-2 скинули на трофейний німецький есмінець G102 44 бомби вагою 300 фунтів і потопили його за 19 хвилин. Через 5 днів літаки армії і флоту провели успішну атаку німецького легкого крейсера «Франкфурт» (5 100 тонн). Вага бомб, котрі скидалися, постійно зростала — 250, 300, 520 фунтів. Нарешті були скинуті 14 бомб вагою 600 фунтів. Одна з них, впавши у самого борту крейсера, вибухнула під водою подібно міні. Підводна частина корабля була зруйнована, і він повільно затонув.
20-21 липня флот провів основні випробування, коли американські літаки бомбардували трофейний німецький лінкор «Остфрісланд» (22 800 тонн). Хоча старий «Остфрісланд» був пошкоджений в Ютландській битві, вважалося, що його захисні якості не гірше, ніж в існуючих лінкорів. Літаки флоту і морської піхоти скинули 34 дрібні бомби, 6 з яких влучили в корабель. Перш ніж призначена для цього комісія змогла обстежити результати бомбардування, прилетіли армійські літаки і скинули серію 600-фунтових бомб, 2 з яких вцілили в лінкор. Після цього комісія оглянула «Остфрісланд» і з'ясувала, що серйозних ушкоджень він не дістав.

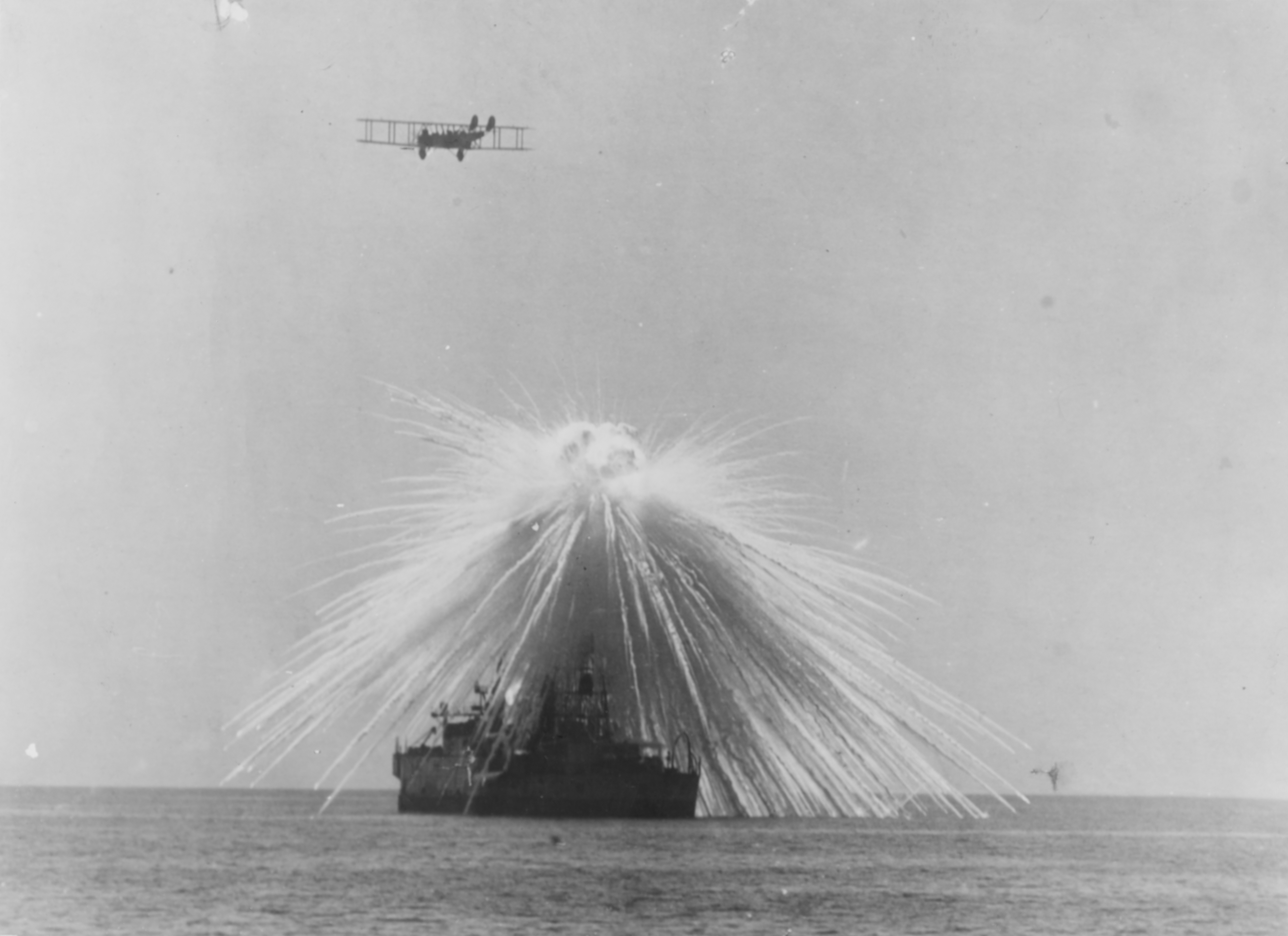
Вибух фосфорної бомби над американським додредноутом «Алабама», скинутої з бомбардувальника MB-2. Проект «B». 1921

Вранці 21 липня «Остфрісланд» був атакований 8 армійськими бомбардувальниками MB-2. Кожен з літаків ніс по 2 бомби вагою 1000 фунтів. Це була наймогутніша зброя, яку на той день мала авіація. Перша ж бомба влучила прямо в ціль. Потім були скинуті ще 5 бомб, з яких 3 уразили лінкор. Після цього атака була припинена, і на корабель вирушила комісія для огляду пошкоджень. Вона виявила, що лінкор зберіг остійність і може витримати нові удари.
Днем армійські літаки повернулися, тепер кожен ніс бомбу в 2000 фунтів. Цей авіаційний боєприпас був створений 4 місяці тому за спеціальним замовленням генерала Мітчелла. 1 бомба влучила в корабель, ще 2 вибухнули у воді поряд з ним. Через деякий час «Остфрісланд» затонув.
Випробування не довели абсолютно нічого, тому що військово-морські сили і генерал Мітчелл дивилися на їхні результати зовсім по-різному. Кораблі різних розмірів — від підводного човна до лінкора — були потоплені літаками. Але місцезнаходження кораблів, які використовувалися в ролі мішеней, було заздалегідь відомо льотчикам. Бомбардувальники МВ-2 з бомбовим навантаженням мали дальність польоту всього 400 миль і не могли одночасно проводити пошук цілей та їхню атаку. Кораблі стояли нерухомо, а їх зенітні гармати мовчали, команда не виправляла ушкодження. Командування флоту заявило, що результат буде зовсім іншим, якщо змінити ці умови.
Однак генерала Мітчелла переповнювала гордість. Він потопив лінкор атакою з повітря. Коли «Остфрісланд» зник під водою, Мітчелл заявив: «Так завершилися перші у світі великі випробування лінкора і літака. Вони показали здатність літака знищити будь-який корабель будь-якого класу».
На жаль, концепція Мітчелла ґрунтувалася на високій точності горизонтального бомбометання. Але ефективність цього методу атаки була переглянута через 30 років, коли начальник штабу американських ВМС адмірал Флетчер заявив: «Жоден корабель, який маневрував у відкритому морі, не був потоплений горизонтальним бомбардувальником».
Тим часам, флот не залишав своїх спроб поліпшити конструкцію кораблів і провів ще ряд експериментів з повітряного бомбардування лінкорів. У вересні 1921 року додредноут «Алабама» був потоплений армійськими бомбардувальниками, які скидали 1000-фунтові та 2000-фунтові бомби. У вересні 1923 року флот надав генералу Мітчеллу для експериментів броненосці «Нью Джерсі» і «Вірджинія».
У листопаді 1924 року військово-морські сили провели серію експериментів на новітньому лінкорі «Вашингтон» (32 500 тонн). Цей недобудований корабель все одно був приречений на знищення у відповідності до вимог параграфів Вашингтонського договору. Корабель був обстріляний торпедами, на нього скидали бронебійні бомби. Врешті-решт він був потоплений артилерійським вогнем. Коли були опубліковані результати експериментів, представники флоту заявили, що лінкор типу «Вашингтон», маневруючи у відкритому морі, захищений зенітними гарматами, й маючи досвідчену навчену команду, може відбити атаку великого числа сучасних літаків і витримати до 8 влучень, якщо тільки вони не припадуть в одне місце.

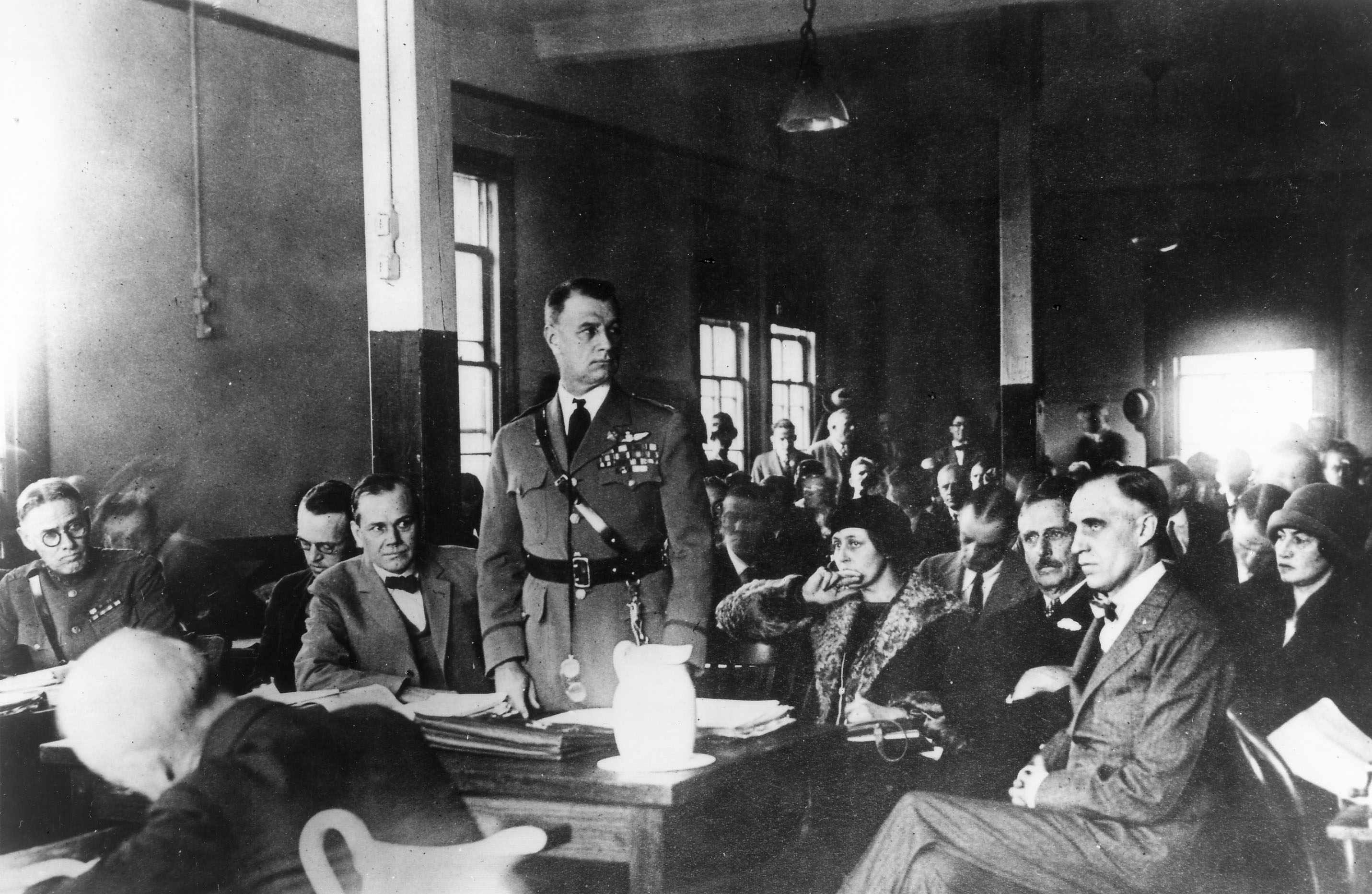
Військовий трибунал над генералом В.Мітчеллом. 1925

#### Військовий трибунал
3 вересня 1925 року внаслідок штормової погоди поблизу Колдвелла розбився один з перших американських жорстких дирижаблів «Шенандоа», спричинивши загибель 14 членів екіпажу. Невдовзі розбилися три гідроплани, що здійснювали переліт на Гаваї. Вільям Мітчелл виступив із заявою, звинувативши вище керівництво армії та ВМС у некомпетентності та злочинному ставленні до питань національної оборони. У жовтні проти нього за прямим наказом президента К.Куліджа була відкрита карна справа за звинуваченнями у порушенні статті 96-ї Закону про війну.
У листопаді 1925 року військовий трибунал розпочав відкриту справу проти генерала В.Мітчелла. На захист бойового офіцера виступили Едді Рікенбекер, Генрі Арнольд, Карл Спаатс, Айра Ікер, Роберт Олдс, Фіорелло Ла Ґуардія. Процес викликав неабиякий інтерес з боку громадськості.
17 грудня 1925 року трибунал оголосив звинувачення В.Мітчелла неправдивими й безпідставними, а його особисто визнав винним. Суд звільнив офіцера з військової служби на п'ять років без вихідної допомоги та пенсії.

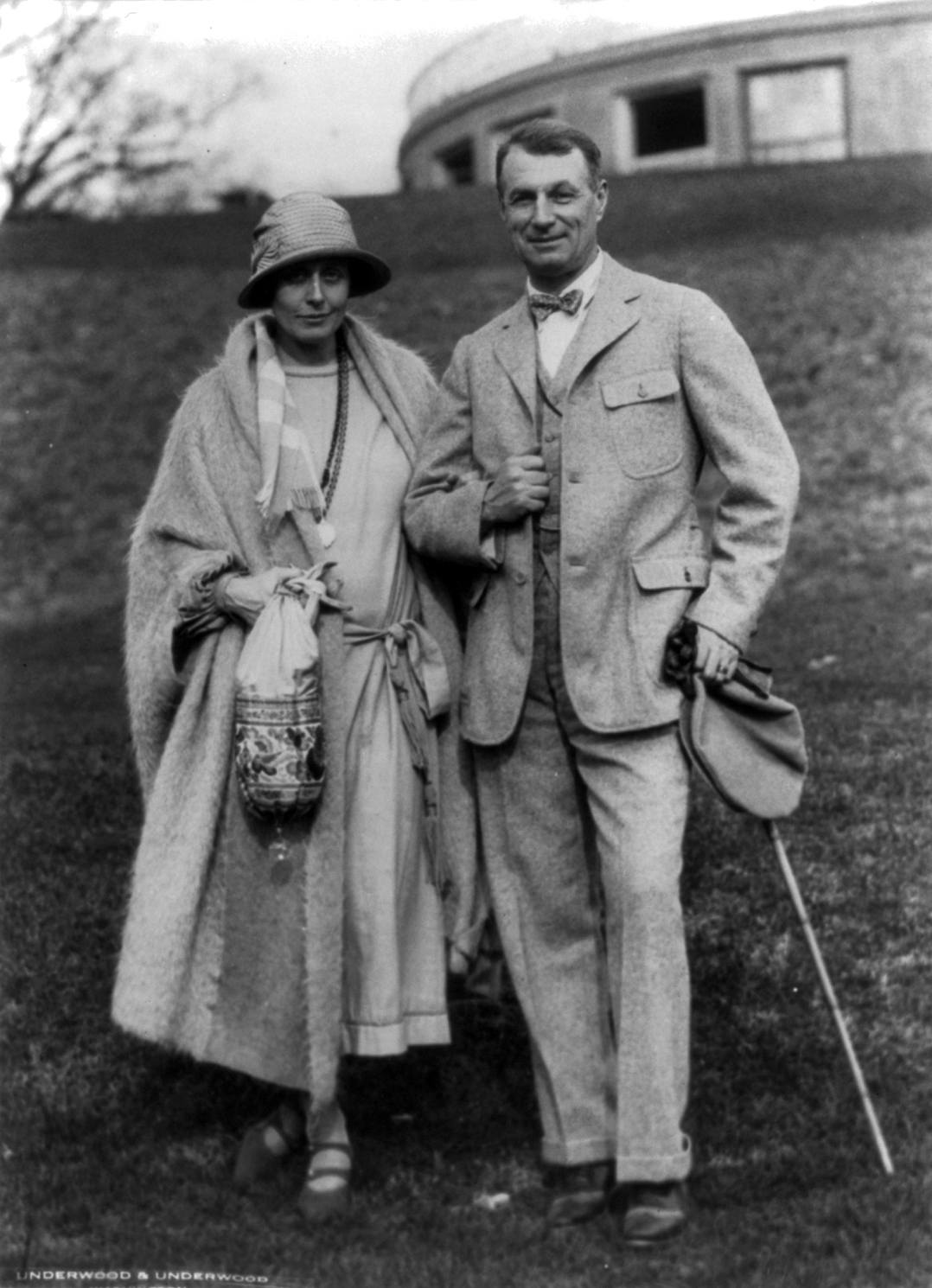
Біллі та Елізабет Мітчелли. 1925

### Останні роки
1 лютого 1926 року бригадного генерала В.Мітчелла звільнили з лав збройних сил і відправили у відставку. Наступне десятиріччя він присвятив улюбленій справі — популяризації ідеї розвитку Повітряних сил. Однак, перебування «за бортом» армії значно знизило спроможність Мітчелла вплинути на ситуацію з військовою авіацією.
19 лютого 1936 року Вільям Мітчелл помер у госпіталі в Нью-Йорку після різкого погіршення стану свого здоров'я, вад із серцем та наслідків грипу, який дав ускладнення. Похований на цвинтарі Форест-Хоум у Мілвокі в штаті Вісконсин.
Син В.Мітчелла, Джон, у 1941 році вступив до армії. Отримав звання першого лейтенанта й служив у 4-й бронетанковій дивізії. Помер у 1942 році від зараження крові.
Кузен В.Мітчелла, канадський офіцер повітряних сил Джордж Кройл досяг найвищих посад у Королівських повітряних силах Канади й в 1938 році став першим начальником штабу ПС Канади, маршалом авіації.